# Horst von Usedom
Pour les articles homonymes, voir Usedom (homonymie).
Horst von Usedom (9 mars 1906 à Celle — 14 octobre 1970 à Munich) est un Generalmajor allemand au sein de la Heer dans la Wehrmacht pendant la Seconde Guerre mondiale.
Il a été décoré de la croix de chevalier de la croix de fer avec feuilles de chêne, distinction attribuée en reconnaissance d'un acte d'une extrême bravoure ou d'un succès de commandement important du point de militaire.

## Décorations
- Croix de fer (1939)
  - 2e classe (22 septembre 1939)
  - 1re classe (30 mai 1940)
- Croix allemande en or (29 janvier 1945)
- Croix de chevalier de la croix de fer avec feuilles de chêne
  - Croix de chevalier le 31 décembre 1941 en tant que Major et commandant du Kradschutzen Battalion 61[1]
  - 809e feuilles de chêne le 28 mars 1945 en tant que Oberst et commandant de la Panzer Brigade "Kurland"[2]